# Pasaporte maltés

Portada de un pasaporte maltés.

El pasaporte maltés (en maltés: passaport Malti) es un pasaporte emitido a los ciudadanos de la República de Malta. Los ciudadanos malteses son también ciudadanos de la Unión Europea. El pasaporte, junto al carné de identidad de Malta, permite los derechos de libre circulación y residencia en cualquiera de los estados del Espacio Económico Europeo, así como en Suiza.

## Apariencia física
Los pasaportes malteses comparten los normas comunes de diseño de los pasaportes de la Unión Europea. La portada es de color rojo borgoña con el escudo de Malta estampado en el centro. Las palabras "UNJONI EWROPEA" (Español: Unión Europea) y "MALTA" están inscritas encima del escudo de armas, con "PASSAPORT" (Español: Pasaporte) y el símbolo internacional pasaporte biométrico debajo.

## Visados
En 2017, los malteses tenían acceso sin visa o con visa a la llegada a 167 estados y territorios, lo que sitúa al pasaporte maltés en la décima posición, de acuerdo al Índice de restricciones de Visa.

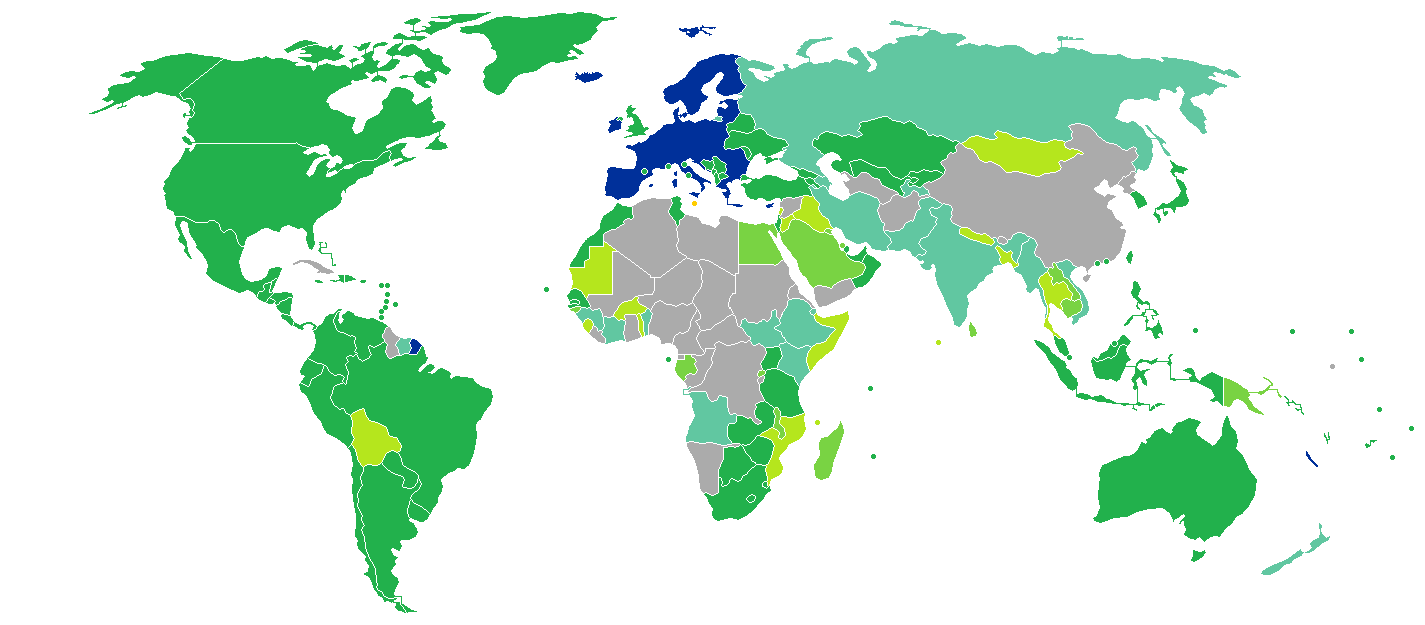
Estados y territorios con entrada sin visa o visa a la llegada para los titulares del pasaporte maltés
Malta
Libre movimiento (Espacio Schengen)
No requiere visa
Visa a la llegada
eVisa
Visa disponible tanto a la llegada como en línea
Se requiere visa antes de la llegada